# Hemilamprops bacescui
Hemilamprops bacescui is een zeekommasoort uit de familie van de Lampropidae. De wetenschappelijke naam van de soort is voor het eerst geldig gepubliceerd in 2003 door Petrescu & Wittmann.